# جيف دانيال فيليبس
جيف دانيال فيليبس (بالإنجليزية: Jeff Daniel Phillips)‏ هو كاتب سيناريو ومخرج وممثل أمريكي، ولد في القرن 20 في ديس بلينس في الولايات المتحدة.

## أعمال

### أفلام
- (1981) هالوين 2
- (2007) زودياك[4][5]
- (2009) هالووين 2[6]
- (2010) أسرع[7]
- (2012) لوردات سالم
- (2015) بالوعة المطبخ
- (2016) 31[8]

### مسلسلات
- عملاء شيلد

## وصلات خارجية
- جيف دانيال فيليبس على موقع IMDb (الإنجليزية)
- جيف دانيال فيليبس على موقع ألو سيني (الفرنسية)
- جيف دانيال فيليبس على موقع أول موفي (الإنجليزية)
- جيف دانيال فيليبس على موقع قاعدة بيانات الفيلم (الإنجليزية)
- جيف دانيال فيليبس على موقع كينوبويسك (الروسية)